# Louison (prénom)
 (juin 2015).
Si vous disposez d'ouvrages ou d'articles de référence ou si vous connaissez des sites web de qualité traitant du thème abordé ici, merci de compléter l'article en donnant les références utiles à sa vérifiabilité et en les liant à la section « Notes et références ».
Louison, est un prénom, variante de Louise, elle-même variante de Louis.

## Étymologie
Le prénom Louison a d'abord été attribué aux filles au XVIIe siècle. 

## Occurrence
Hormis quelques rares apparitions en France au début du XXe siècle, le prénom Louison a été un peu attribué dans les années 1950, grâce à la notoriété du champion cycliste français Louison Bobet. Il n'a commencé à se populariser qu'à partir des années 1990. On pouvait compter 59 Louison en 1996 et le pic d'attributions a été atteint en 2013 avec 221 naissances.

## Personnalités
- Louison Bobet : champion cycliste français
- Louison Danis : comédienne franco-québécoise
- Louison : dessinatrice de presse française
- Louison Roblin : actrice française de théâtre

## Personnages
- Louison : Dans Le Malade imaginaire de Molière, il s'agit de la petite fille cadette d'Argan et sœur d'Angélique
- Louison Cresson : personnage masculin de BD